# Peter Proff
Peter Christian Proff (* 25. April 1971 in Würzburg) ist ein deutscher Kieferorthopäde und Hochschullehrer.

## Leben
Peter Proff wuchs in Lauda auf und legte sein Abitur am Matthias-Grünewald-Gymnasium in Tauberbischofsheim ab. Nach dem Wehrdienst und einer Offiziersausbildung bei der Bundeswehr studierte er Medizin und Zahnmedizin an der Goethe-Universität Frankfurt am Main sowie an der Universität Würzburg. Er wurde 1999 zum Dr. med. und 2004 zum Dr. med. dent. promoviert. Proff war zunächst als wissenschaftlicher Angestellter an der Klinik und Poliklinik für Herz-, Thoraxchirurgie der Universität Würzburg und danach als wissenschaftlicher Angestellter und Oberarzt an der Poliklinik für Kieferorthopädie der Universität Greifswald tätig, wo er sich 2007 habilitierte zum Thema „The orofacial system, development, structures and growth in terms of orthodontic treatment options“ unter dem Dekanat von Heyo Kroemer.
2009 wurde Proff auf den Lehrstuhl für Kieferorthopädie der Universität Regensburg berufen und ist seitdem Direktor der Poliklinik für Kieferorthopädie. Von 2014 bis 2019 war er Prodekan und Vorsitzender der Habilitationskommission der Medizinischen Fakultät der Universität. Seit 2015 ist er Vorsitzender des Prüfungsausschusses der Bayerischen Landeszahnärztekammer für Kieferorthopädie und Fachreferent. 2019 war Proff Tagungspräsident der 92. Jahrestagung der Deutschen Gesellschaft für Kieferorthopädie in Nürnberg. Er ist seit 2021 Präsident der Deutschen Gesellschaft für Kieferorthopädie.

## Auszeichnungen
- 2014: Arnold-Biber-Preis der Deutschen Gesellschaft für Kieferorthopädie[8]
- 2021: Ehrennadel in Silber der Deutschen Zahnärzteschaft[9][10]

## Veröffentlichungen (Auswahl)
als Herausgeber
- mit Michael Behr, Jochen Fanghänel, Torsten E. Reichert: Risikopatienten in der Zahnarztpraxis. Zahnmedizinische Behandlung von Patienten mit medizinischen Erkrankungen. Deutscher Ärzteverlag, Köln 2014, ISBN 978-3-7691-3515-2.
- mit Dankmar Ihlow, Jochen Fanghänel et al.: Kieferorthopädische Retention. Kriterien, Regeln und Maßnahmen der Rezidivprophylaxe. Thieme-Verlag, Stuttgart 2017, ISBN 978-3-13-173551-5.
- mit Michael Behr, Jochen Fanghänel, M. Hautmann, Torsten E. Reichert: Medizin für Zahnmediziner. Über 100 Krankheitsbilder und ihre Bedeutung für die zahnmedizinische Behandlung. 2. überarbeitete Auflage, Deutscher Ärzteverlag, Köln 2021, ISBN 978-3-7691-3563-3.